# Fabián Capot
Alfredo Fabián Capot Pérez (* 9. Dezember 1943 in Santiago de Chile) ist ein ehemaliger chilenischer Fußballspieler. Der Mittelfeldspieler absolvierte ein Länderspiel für Chile.

## Karriere

### Verein
Fabián Capot spielte von 1966 bis 1970 für Santiago Morning. 1971 wechselte der Mittelfeldspieler zum CD Magallanes, kehrte jedoch im Folgejahr zu Santiago Morning zurück und beendete dort seine Karriere.

### Nationalmannschaft
Fabián Capot absolvierte im Oktober 1968 sein einziges Länderspiel für Chile unter Trainer Salvador Nocetti. Beim 3:1-Erfolg im Freundschaftsspiel gegen Mexiko stand der Mittelfeldspieler in der Startelf und wurde gegen Alberto Fouillioux ausgewechselt.